# Xerotricha bierzona
Xerotricha bierzona, es una especie de molusco gasterópodo de la familia Hygromiidae en el orden de los Stylommatophora.

## Distribución geográfica
Es una especie endémica de España.

## Estado de conservación
Se encuentra amenazada de extinción por la pérdida de su hábitat natural.